# Alban J. Parker
Alban James Parker (* 21. März 1893 in Morrisville, Vermont; † 10. Mai 1971) war ein US-amerikanischer Jurist und Politiker (Republikanische Partei). Er war von 1941 bis 1947 Attorney General von Vermont.

## Werdegang
Über die Jugendjahre von Alban James Parker ist nichts bekannt. Er machte 1911 seinen Abschluss an der Peoples Academy in Morrisville und 1916 am Middlebury College mit einem Bachelor of Science. In der Folgezeit zog er nach White River Junction bei der Town Hartford (Windsor County). Dort studierte er Jura in der Kanzlei von Raymond Trainor. Seine Zulassung als Anwalt erhielt er 1926 und begann dann in White River Junction zu praktizieren. Von 1929 bis 1932 saß er im beratenden Ausschuss (Prudential Committee) des White River Junction Fire Districts und war dort als Moderator tätig. Ferner war er von 1930 bis 1932 Schuldirektor in Hartford. Im März 1932 ließ er sich in Springfield (Windsor County) nieder. Parker war von 1932 bis 1937 Staatsanwalt im Windsor County. Ab 1935 saß er im Board of Bar Examiners. Er bekleidete von 1937 bis 1941 den Posten als stellvertretender Attorney General von Vermont. 1940 wurde er zum Attorney General von Vermont gewählt und 1942 sowie 1944 wiedergewählt. Nach dem Ende seiner Amtszeit als Attorney General nahm er wieder seine Tätigkeit als Jurist auf. In diesem Zusammenhang verhandelte er auch Fälle vor dem Vermont Supreme Court. Von 1953 bis 1965 war er Mitglied und Vorsitzender der Connecticut Valley Flood Control Commission. Während dieser Zeit nahm er 1956 als Delegierter an der Republican National Convention teil.
Parker war verheiratet und hatte drei Kinder. Er gehörte den Freimaurern an und war Mitglied des Benevolent and Protective Order of Elks (B.P.O.E.), des Rotary Clubs und der Amerikanischen Legion. Ferner war er Methodist.